# Paulus Friedrich Lamberti
Paulus Friedrich Lamberti (* 3. August 1815 in Leer; † 27. September 1871 in Bremerhaven) war ein deutscher Buchdrucker und Verleger in Bremerhaven und Lehe.

## Biografie
Lamberti war der Sohn des Buchdruckers Wilhelm Lamberti aus Leer. Er erlernte den Beruf eines Buchdruckers und Lithographen. Seit 1839 war er mit der Blumenthalerin Anna Lydia Cattermole verheiratet.
1834 gestattete der Bremer Senat nicht die Herausgabe eines Blattes durch den Drucker Ernsting, da er befürchtete, dass das Blatt im entfernten Bremerhaven sich der strengen Bremer Zensur entziehen könnte.
Um die restriktive Zeitungspolitik von Bremen zu umgehen, beantragte der propreußische Lamberti im preußischen Lehe die Herausgabe einer Zeitung. 1842 erhielt er die Genehmigung zur Herausgabe des Wochenblattes Bremerleher. Das Blatt hieß ab 1846 Wöchentliche Anzeigen für Lehe, Umgegend und Land Wursten, ab 1848 Der Mitteiler an der Unterweser, ab 1861 Volksblatt an der Nordsee und ab 1862 Volksblatt an der Weser.
Die Zeitung war ein Anzeigenblatt und zeitweise auch Intelligenzblatt mit allgemeinen und auch wenigen politischen Nachrichten. Obwohl das Blatt in Lehe herausgegeben wurde, um das Versagen einer Genehmigung von Bremen zu umgehen, war es überwiegend für den Bereich von Bremerhaven bestimmt, was auch die Herkunft der Anzeigen belegt. Nach der Revolution 1848/49 konnte er in Bremerhaven residieren. Der Mitteiler an der Unterweser veränderte sein Profil; zunehmend wurden politische Nachrichten von der Revolution und ihren Nachwirkungen gebracht. 1861 brachte er das Blatt nun als Volksblatt an der Nordsee bzw.  Volksblatt an der Weser heraus, eine Zeitung die „der freiheitlichen Entwicklung, dem Rechte und der Wahrheit, somit der Sache des Volkes“ dienen wollte.
Als Konkurrenzzeitung erschien von 1852 bis 1854 Das Wochenblatt für Bremerhaven und Umgebung, welches 1854 von der Provinzial-Zeitung übernommen wurde. Das Correspondenzblatt für Bremerhaven kam 1856 heraus. Die Nordsee-Zeitung wurde 1866 gegründet. Die Politische Wochenschrift für die Gegend der Unter-Weser und Elbe wurde 1849 nur von Lamberti in Lehe druckt.
Lamberti musste nach 1850 an Bremen eine Kaution von 500 Talern stellen, um ein Blatt mit politischen Nachrichten herausgeben zu dürfen. Dafür bürgte der Gemeindepolitiker Hilderich Ihler. Als diese Bürgschaft auslief, verlangte 1865 das Bremer Amt die Zeitung einzustellen oder Lamberti selbst sollte die Kaution stellen. Er überließ sein Sparbuch dem Amt. 1869 wurde seine Druckerei durch einen Brand vernichtet. Die Zeitung wurde nun an die Nordsee-Zeitung verkauft und ihr Erscheinen eingestellt.